# صندوق تروس يدوي

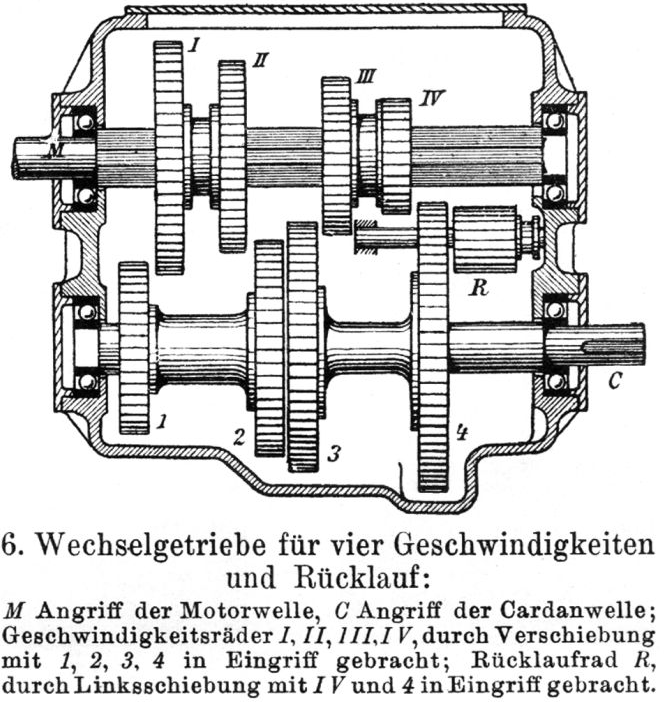
صندوق تروس يدوي لسيارة ، وأجزائه.

في صندوق تروس يدوي أو صندوق سرعات يدوي (بالإنجليزية: change gear)‏ و (بالألمانية: Schaltgetriebe ) يتم تغيير السرعة عن طريق توصيل زوجا من التروس بعضهما ببعض يدويا . في السيارة يقوم السائق بتحريك رافعة تغيير السرعة فيوصل بين ترسين في صندوق التروس . وبحسب عدد أسنان الترس المحرك إلى عدد أسنان الترس المتحرك يكون تغيير السرعة ، إما بزيادة السرعة أو نقصانها .
يحتوي صندوق التروس على 9 تروس مختلفة الحجم كل اثنين منها «متقابلان» موزعة على محورين (أنظر الشكل). تشترك 8 منها في تغيير السرعات على أربعة مراحل ، كل مرحلة منها يشترك فيها ترسان معينان ؛ وأما الترس التاسع فهو للتحرك نحو الخلف .

## طريقة عمله
كما في الشكل نجد على المحور العلوي ، وهو المحور المتصل بالمحرك ، نجد علية التروس المرقمة I وII و IIIو IV يمكن أن يقابل كل منها ترسا على المحور المقابل بالأرقام 1 و 2 و 3 و 4 على التوالي . في الوضع الأولي - من دون تحميل - تكون التروس حرية الحركة غير متلامسة . ثم يحرك قائد السيارة رافعة القابض لتغيير المراحل ويضبطها على المرحلة الأولى فينزاح الترسين I , 1 ويتقابلا وتنتقل حركة محور المحرك M من التر س I إلى الترس 1 ، وهنا تبدأ السيارة الحركة ، حيث أن المحور C موصول بمحور الكردان الذي يدير العجلتين الأماميتين.

ثم ينقل السائق رافعة القابض لتغيير السرعة إلى وضع المرحلة الثانية ، فينفك الترسان الأولان ويشتبك الترسين II و 2 وتنتقل الحركة إلى المحور C الذي يدير العجلات . ثم ينتقل السائق إلى المرحلة الثالثة ويعمل خلالها الترسان III , و 3 ، ثم المرحلة الرابعة وفيها يقوم الترسان المتقابلان IV و 4 بالعمل .

بغرض تسهيل عملية تشابك كل ترسان متقابلان توجد شوكات لنقل التروس وضبط تداخلها في بعضها البعض زمنيا (سينكرون) حتى لا تتعرض أسنان التروس للتآكل وحتى لا تحدث رجرجة في السيارة عند انتقال المراحل. وفي العادة تكون أسنان تروس المتقابلة مائلة بحيث ينشأ اقل ضجيج عند الانتقال من مرحلة إلى أخرى . يؤثر هذا التصميم المائل لأسنان التروس المتقابلة إلى نعومة في توصيلها بعضها البعض إلا أنه تنشأ عنها عند التوصيل قوى محورية على المحورين ولكن المحملات الكرية التي يستند إليها كل محور تهديء من تلك الحركة الطارئة. وبالنسبة إلى حركة السيارة إلى الخلف فيحتاج ذلك عكس اتجاه دوران المحور C الموصول بالعجلات . ويحقق ذلك الترس التاسع R .
للانتقال من مرحلة إلى أخرى لا بد من قطع اتصال الترسان العاملان . وهذا ما يحدث عنما يشغل السائق القابض. يحرك قائد السيارة ذراع القابض ، فينفصل القابض ويمكن للسائق تغيير المرحلة فتشتغل آلية توصيل في صندوق التروس وتتغير المرحلة (تتغير السرعة).
لا يزال صندوق التروس اليدوي هوالغالب في معظم السيارات الحالية .
 كما ابتكر صندوق تروس أتوماتي يسهل قيادة السيارة ، وبدأ تطبيقه في سيارات حديثة.

## اقرأ أيضا
- صندوق التروس
- صندوق تروس أتوماتي
- كباس
- محور (عنصر آلات)
- عمود مرفقي